# Karang Tengah (Wonosari)
Karang Tengah is een bestuurslaag in het regentschap Gunung Kidul van de provincie Jogjakarta, Indonesië. Karang Tengah telt 7514 inwoners (volkstelling 2010).